# Krugsweiher
Die Krugsweiher sind eine Weiherkette bei Feucht im mittelfränkischen Landkreis Nürnberger Land in Bayern.

## Lage
Der oberste Krugsweiher beginnt etwa 1,2 Kilometer südwestlich des Ortskerns der Marktgemeinde Feucht wenig nach dem Ortsrand und der Autobahn gleich nach der Kläranlage auf einer Höhe von 350 m ü. NHN, von hier an erstreckt sich die Kette über eine Strecke von etwa 0,8 Kilometer ungefähr westlich bis zum letzten auf etwa 347 m ü. NHN Geologisch gesehen liegen sie im Bereich einer großflächigen Sanddüne auf dem Sandsteinkeuper.
Bis auf den westlichsten liegen sie alle im Gemeindegebiet von Feucht; dieser letzte dagegen in der Nachbargemeinde Markt Wendelstein im Landkreis Roth bei dessen Ortsteil Röthenbach bei St. Wolfgang. Ein Teil des Areals ist Bestandteil des Landschaftsschutzgebietes Schutz des Landschaftsraumes im Gebiet des Landkreises Roth - Südliches Mittelfränkisches Becken östlich der Schwäbischen Rezat und der Rednitz mit Vorland der Mittleren Frankenalb (LSG Ost).

## Beschreibung

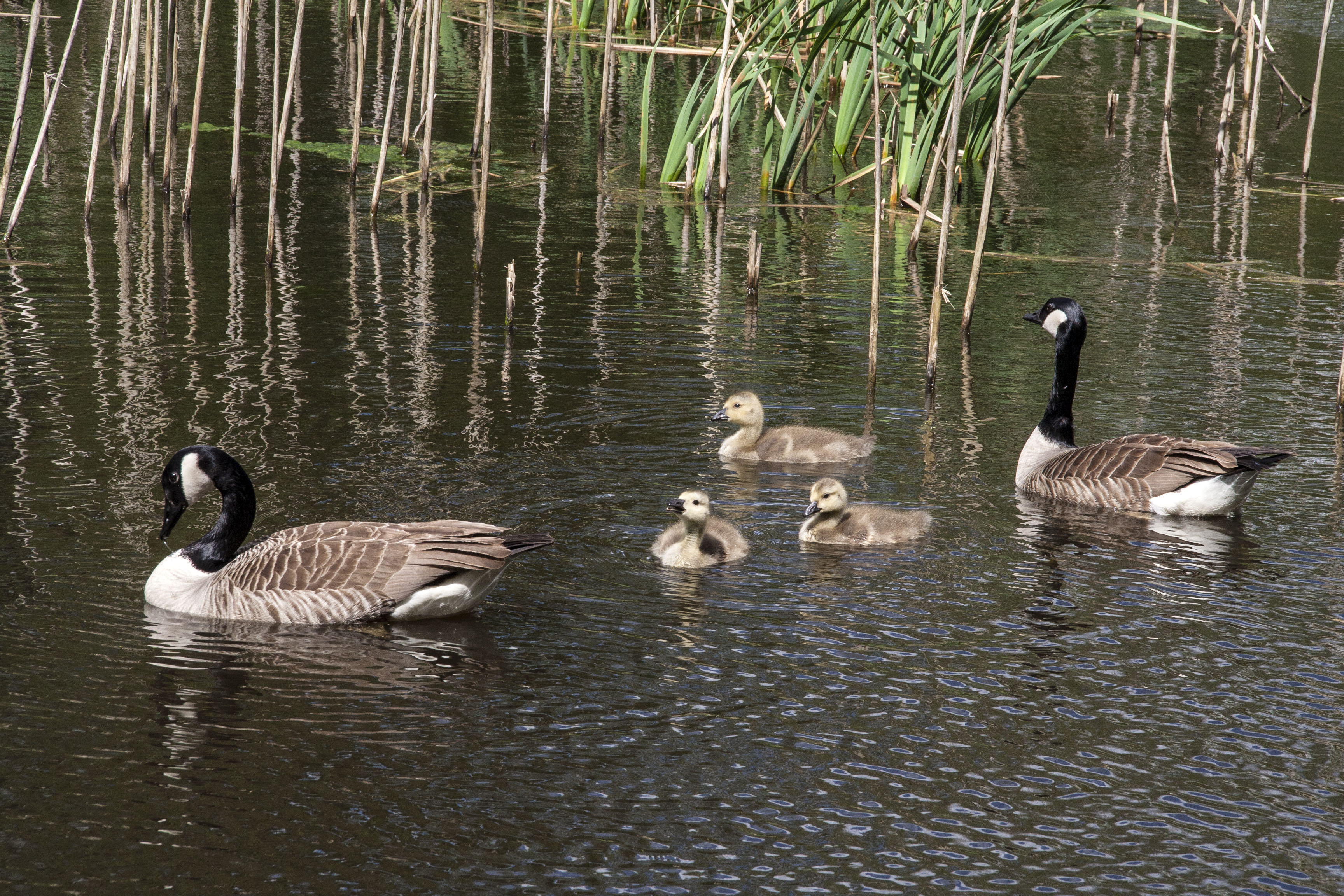
Kanadagänse am Krugsweiher

Die Weiherkette umfasst neun Einzelweiher, die zusammen eine Fläche von etwa 3,5 ha bedecken. Im Zuge des Baus der östlich gelegenen Schnellfahrstrecke Nürnberg–Ingolstadt durch den Nürnberger Reichswald wurden die ehemaligen Fischweiher renaturiert und ökologisch aufgewertet. Die Deutsche Bahn musste hier zum Ausgleich des Flächenverbrauchs die vorhandenen Wasserflächen und deren verwilderte Umgebung 2013 naturgerecht umgestalten.
Die Krugsweiher und das angrenzende Gebiet sind heute ein wertvoller Lebensraum für viele, zum Teil sehr seltene Pflanzen und Tiere. Biologen fanden hier verschiedene Amphibienarten, Libellenarten und Fledermäuse. Dazu haben hier zahlreiche Wasservögel Brutplätze oder halten Rast beim Durchzug. Angesiedelt haben sich auch in der Region selten gewordene Sumpf- und Wasserpflanzen.
Beim Abfischen im Herbst fand man auch die rar gewordenen Teichmuscheln; sie sind ein Indikator für recht sauberes Wasser, ihre Anwesenheit zeigt, dass das Ökosystem der Weiher intakt ist. Abgefischt werden Graskarpfen, Schleien und Rotaugen.
Der Gauchsbach passiert die Weiher an ihrer Südseite, nur den letzten und westlichsten an seiner Nordwestseite. An dessen westlichem Rand steht eine Rückhaltesperranlage, an welcher seit den 1840er Jahren der Gauchsbach-Leitgraben nach rechts vom Bach abgeht. Der Leitgraben selbst ist Bau-, die zugehörigen Erdbauten Bodendenkmal. Er speiste weiter abwärts, in Röthenbach b. St.W., bei Bedarf Schleusungswasser in den Ludwig-Donau-Main-Kanal ein. Im bayerischen Kartenwerk von 1864 sind dort noch keine angestauten Weiher erfasst, sondern ein kleines Sumpfgebiet. Die beiden westlichen Weiher entstanden wohl in der Gründerzeit im Zeitraum von 1880 bis 1910 als Sandgruben. Hieran änderte sich bis in die 1950er Jahre zunächst nichts. Ein Messtischblatt von 1952 zeigt ebenfalls nurmehr die beiden westlichen Weiher auf. Erst großzügige Sandentnahmen aus dem Bachbett für den in den späten 1950er und frühen 1960er Jahren einsetzenden Bauboom ließen die Weiherkette entstehen, indem die vormaligen Abbaugruben geflutet, renaturiert und später fischwirtschaftlich besatzt wurden.

## Nutzung

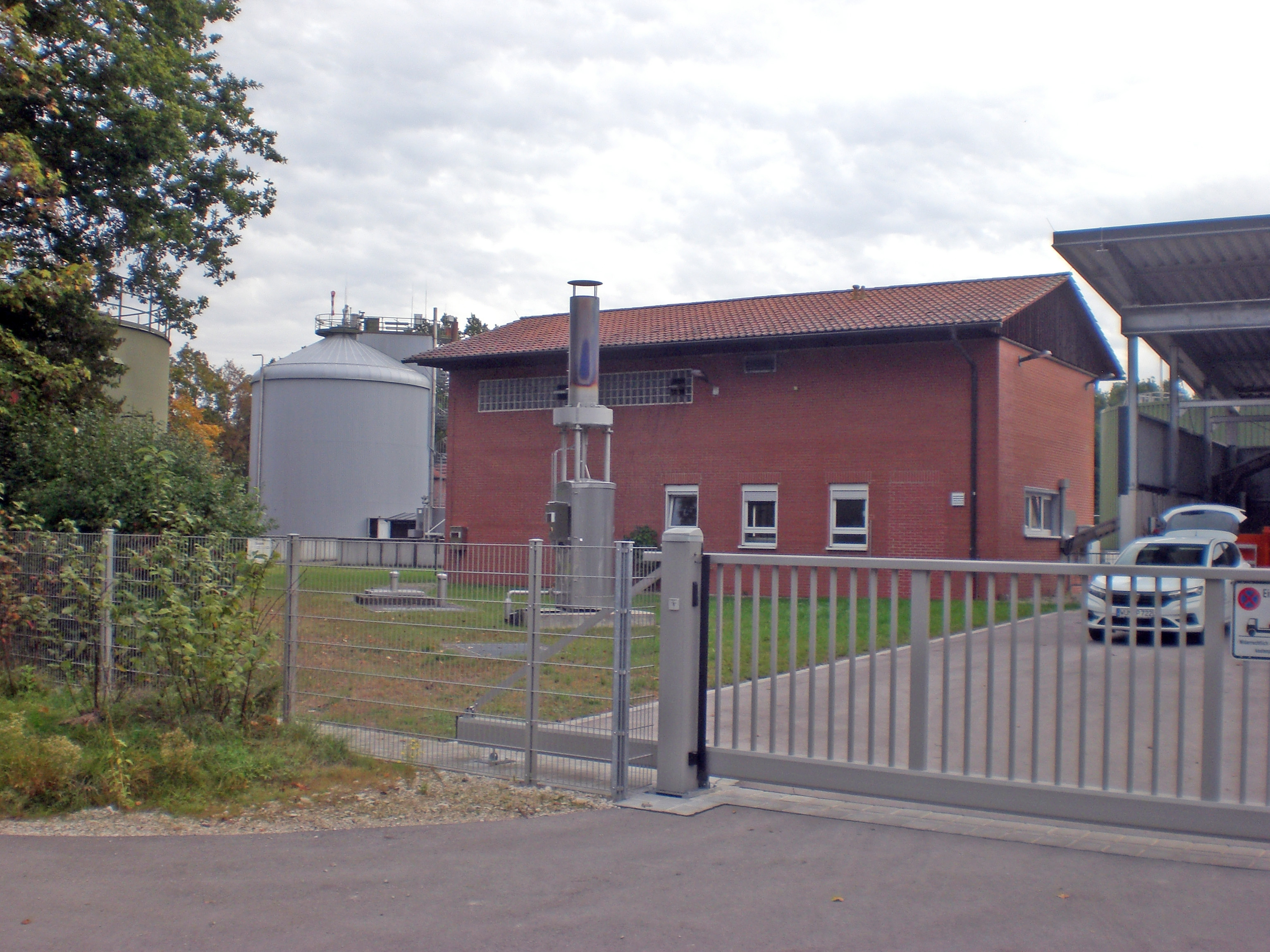
Feuchter Kläranlage (2023)

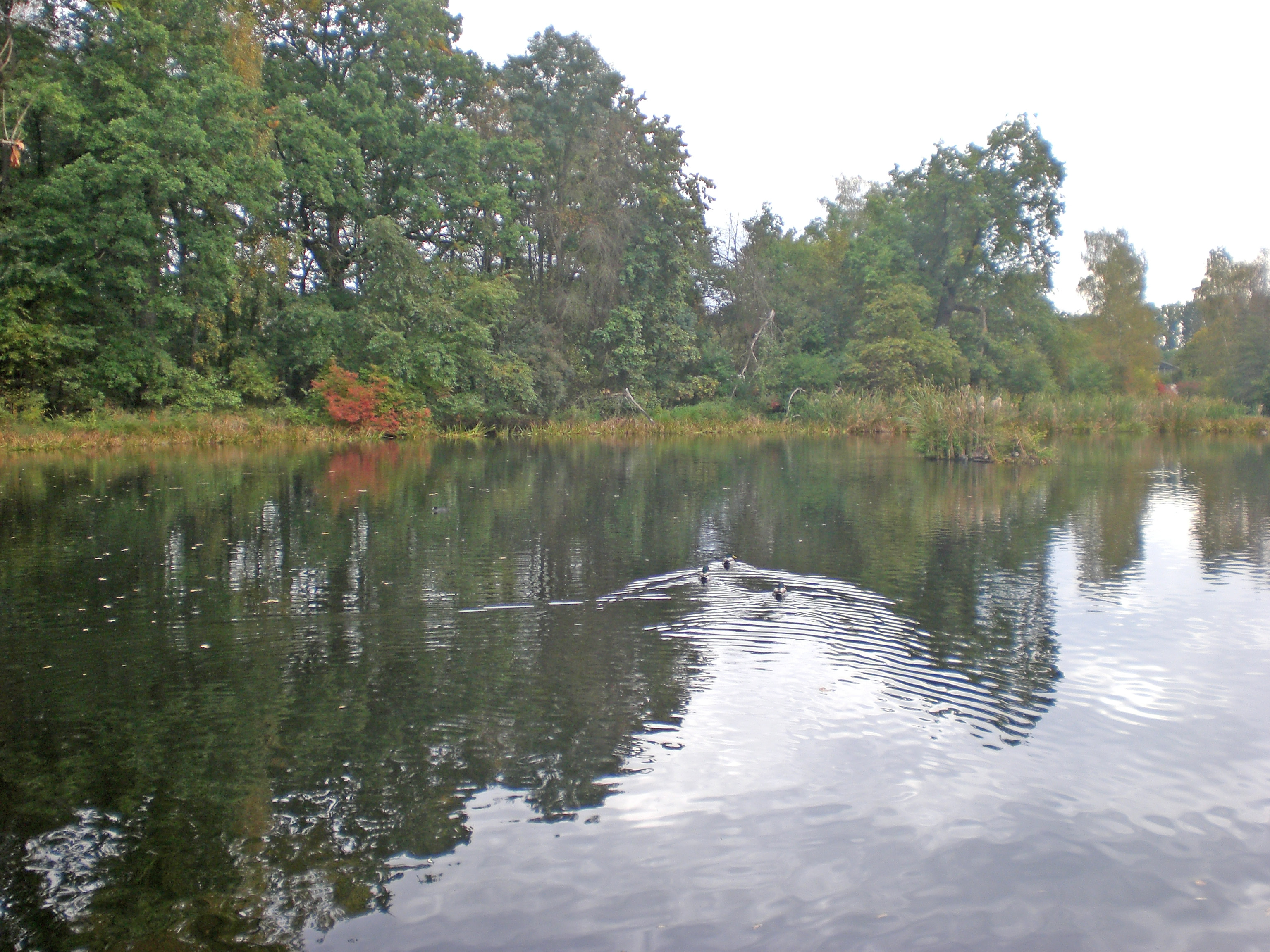
Klärteich (2023)

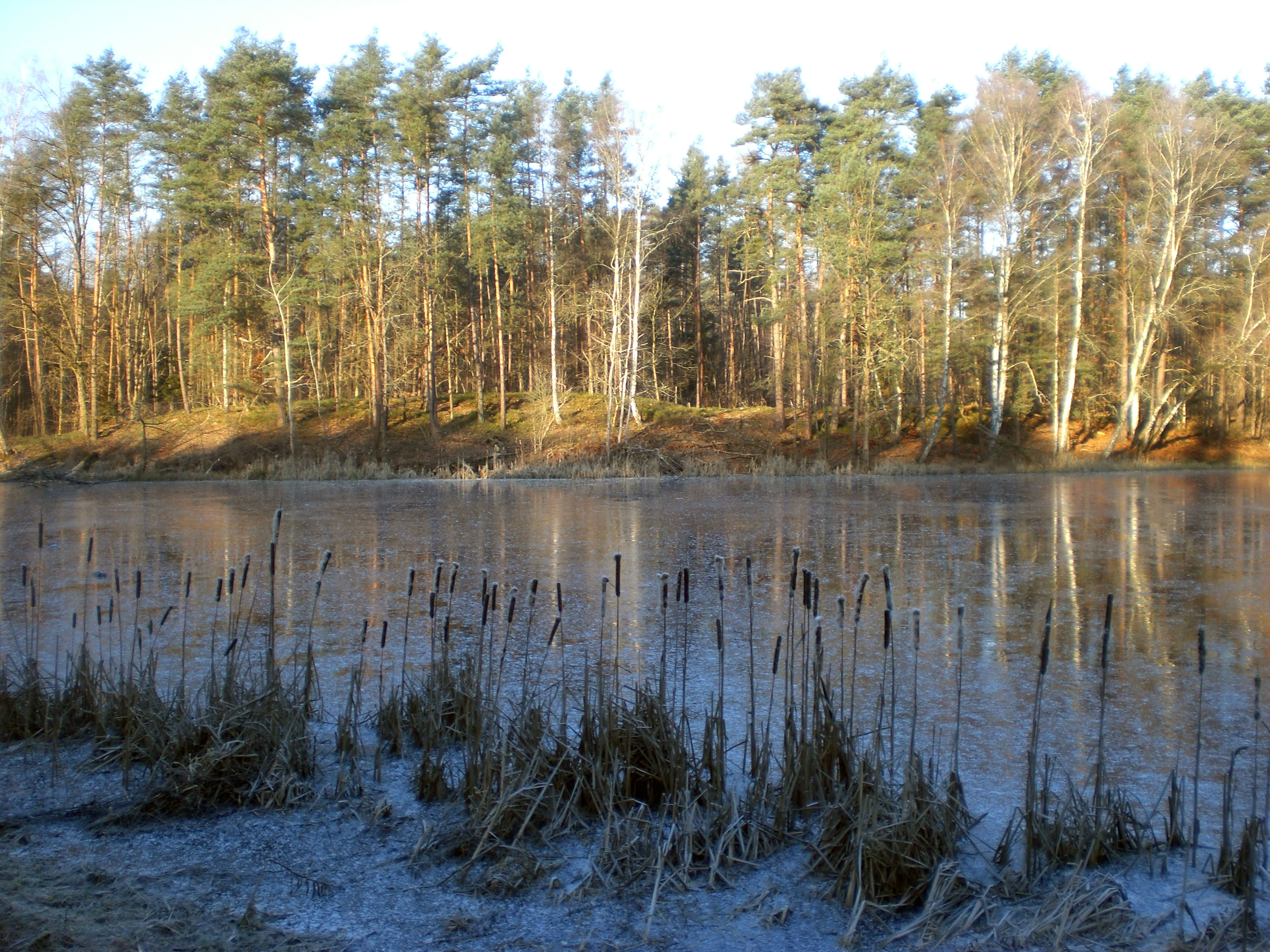
Südlicher Weiher im Winter (2024)

Einige Weiher werden seit Anfang der 1980er Jahre für die biologische Nachklärung der Kläranlage Feucht genutzt.
Das Areal ist heute ein Naherholungsgebiet und im Verantwortungsbereich der Marktgemeinde Feucht, die 2013 Tafeln aufstellen ließ, die über die reiche Flora und Fauna informieren. Im Sommer 2016 wurde der Wanderweg „Wandern rund um die Krugsweiher und den Jägersee“ eröffnet, der vom Ortskern in Feucht um die Krugsweiher und den nahen Jägersee führt.
2012 machte der Abschuss von Schwänen Schlagzeilen. Das Gebiet wurde nach Gesetz wegen seiner nur kleinen Fläche zum nächstgelegenen Jagdrevier geschlagen, die Bejagung war deshalb rechtlich zulässig. Eine Beschwerde bei der Höheren Jagdbehörde war nicht erfolgreich.

### BayernAtlas („BA“)
Amtliche Online-Gewässerkarte mit passendem Ausschnitt und den hier benutzten Layern: Die Krugsweiher mit Umgebung

Allgemeiner Einstieg ohne Voreinstellungen und Layer: BayernAtlas der Bayerischen Staatsregierung (Hinweise)
1. 1 2 3  Höhe abgefragt mit dem Hintergrundlayer Luftbild (Rechtsklick) am 8. August 2016.
2. ↑  Seefläche abgemessen mit dem Hintergrundlayer Luftbild, abgerufen am 8. August 2016.
3. ↑  Länge abgemessen auf dem Hintergrundlayer Amtliche Karte, abgerufen am 8. August 2016.
4. ↑  Geologie nach dem Layer Geologischen Karte 1:500.000, abgerufen am 8. August 2016.
5. ↑  Lage zu den Verwaltungsgrenzen nach den einschlägigen Layern, abgerufen am 8. August 2016.
6. ↑  Bau- und Bodendenkmal nach den so benannten Layern, abgerufen am 8. August 2016.

### Andere
1. ↑  „Tafeln informieren über Flora und Fauna am Krugsweiher“, Artikel auf www.nordbayern.de vom 19. November 2013, abgerufen am 6. August 2016.
2. ↑  Kartenausschnitt bei Bayernatlas Klassik
3. ↑  „Wandern rund um die Krugsweiher und den Jägersee“ (PDF, 1,8 MiByte) Illustrierte Wanderwegbeschreibung auf www.feucht.de, abgerufen am 6. August 2016.
4. ↑  „Verwaiste Weiher: Jäger schießt Schwanenpaar“, Artikel auf www.nordbayern.de vom 4. Januar 2012, abgerufen am 6. August 2016.
5. ↑  „Tote Schwäne: Beschwerde“, Artikel auf n-land.de, abgerufen am 6. August 2016.

- Infotafeln vor Ort